# Super Collider
A Super Collider a Megadeth nevű amerikai heavy metal együttes tizennegyedik stúdióalbuma, amely 2013 júniusában jelent meg a Universal kiadásában. A lemez producere Johnny K és Dave Mustaine voltak. A felvételek Dave Mustaine énekes/gitáros Vic's Garage nevű saját stúdiójában folytak. Ez volt az utolsó stúdióalbum, melyen Chris Broderick gitáros és Shawn Drover dobos szerepeltek, miután 2014 novemberében távoztak a zenekarból.
A Super Collider a 6. helyen nyitott a Billboard 200 lemezeladási listán a megjelenés hetében, ami az együttes akkori legjobb helyezése volt az 1994-es Youthanasia album kiadása óta. Ennek ellenére az első héten mindössze 29 000 példányt adtak el a lemezből az Egyesült Államokban, ami kevesebb, mint a 2011-es előző album, a (Th1rt3en) 42 000 példányos első heti eladása. Az album fogadtatása vegyes volt mind a kritikusok, mind a közönség részéről. A klasszikus Megadeth-féle thrash metal helyett inkább rádióbarát hangszerelésű és hangzású hard rock/heavy metal dalok kerültek lemezre.

## Az album dalai
| 1.    | Kingmaker                               | Dave Mustaine           | David Ellefson, Mustaine                | 4:16 |
| 2.    | Super Collider                          | Mustaine                | Mustaine                                | 4:11 |
| 3.    | Burn!                                   | Mustaine                | Mustaine                                | 4:11 |
| 4.    | Built for War                           | Mustaine                | Chris Broderick, Shawn Drover, Mustaine | 3:57 |
| 5.    | Off the Edge                            | Mustaine                | Mustaine                                | 4:11 |
| 6.    | Dance in the Rain (feat. David Draiman) | Mustaine                | Mustaine                                | 4:45 |
| 7.    | Beginning of Sorrow                     | Ellefson, Mustaine      | Broderick, Ellefson, Mustaine           | 3:51 |
| 8.    | The Blackest Crow                       | Mustaine                | Mustaine                                | 4:27 |
| 9.    | Forget to Remember                      | Mustaine                | Mustaine                                | 4:28 |
| 10.   | Don't Turn Your Back...                 | Mustaine                | Mustaine                                | 3:47 |
| 11.   | Cold Sweat (Thin Lizzy feldolgozás)     | Phil Lynott, John Sykes | Lynott, Sykes                           | 3:10 |
| 45:14 |                                         |                         |                                         |      |

| 12. | All I Want                                                                                         | Mustaine                                       | 2:53 |
| 13. | A House Divided                                                                                    | Mustaine, Johnny K                             | 4:04 |
| 14. | Countdown to Extinction (Live in Pomona; csak a japán kiadáson és az exkluzív Best Buy kiadásokon) | Mustaine, Ellefson, Marty Friedman, Nick Menza | 4:22 |

## Közreműködők
- Dave Mustaine – ének, szóló-, ritmus-, akusztikus és slide gitár
- Chris Broderick – szóló-, ritmus- és akusztikus gitár, háttérvokál
- Dave Ellefson – basszusgitár, háttérvokál
- Shawn Drover – dobok és ütősök

Vendégek
- David Draiman (Disturbed) – ének a "Dance in the Rain" c. dalban
- Tom Cunningham - hegedű a "The Blackest Crow" és a "Dance in the Rain" c. dalban
- Yao Zhao - cselló on "Dance in the Rain" c. dalban
- Bob Findley - kürt a "A House Divided" c. dalban
- Brian Costello, Sean Costello és Mary Kate Peterson (Shannon Rovers Irish Pipe Band) - skót duda a "Built for War" c. dalban
- Electra Mustaine - háttérvokál a "Forget to Remember" és a "Beginning of Sorrow" c. dalban
- Sarah Phelps - háttérvokál a "Beginning of Sorrow" c. dalban
- Willie Gee - narráció a "The Blackest Crow" c. dalban